# نظام بيئي مائي
النظام البيئي المائي أو موطن مائي هو نظام بيئي يوجد في المسطحات المائية، تعيش الجماعات الحيوية التي تعتمد على بعضها البعض وعلى بيئتها، في النظم البيئية المائية. وهناك نوعان رئيسيان للنظم البيئية المائية: النظم البيئية البحرية والنظم البيئية للمياه العذبة.

## الأنواع

### البحرية
تغطي النظم البيئية البحرية، وهي الأوسع من بين جميع النظم البيئية الأخرى، حوالي 71% من سطح الأرض، وتحتوي على حوالي 97% من مياه الكوكب، وتولد حوالي 32% من صافي الإنتاج الأولي في العالم. تتميز النظم البيئية للمياه العذبة بوجود مركبات كيميائية مُذابة، وخاصةً الأملاح في الماء. يُشكل الكلور والصوديوم حوالي 85% من المواد الكيميائية المُذابة في مياه البحر. ويبلغ معدل ملوحة مياه البحر 35 جزء لكل 1000 جزء ماء. تختلف الملوحة الفعلية بين النظم البيئية البحرية المختلفة.
يمكن تقسيم النظم البيئية البحرية إلى العديد من المناطق حسب عمق المياه وميزات الخط الشاطئي. تُعرف المنطقة المحيطية بأنها الجزء المفتوح الشاسع من المحيط حيث تعيش حيوانات مثل الحيتان وأسماك القرش وسمك التونا. بينما يتكون النطاق القاعي من طبقات سفلية تحت الماء حيث تعيش العديد من اللافقاريات. وأما منطقة البحر الوحلي فهي المنطقة الواقعة بين المد والجزر العالي والمنخفض. ويمكن أن تشمل مناطق أخرى قريبة من الشاطئ (الجرف القاري) على مصبات أنهار ومستنقعات ملحية وشعاب مرجانية وبحيرات شاطئية ومستنقعات مانجروف. قد تحدث منافس مائية حرارية في المياه العميقة حيث تشكل بكتيريا التمثيل الكيميائي قاعدة الشبكة الغذائية.
تشمل فئات الكائنات الموجودة في النظم البيئية البحرية الطحالب البنية والسوطيات الدوارة والمرجان ورأسيات القدم وشوكيات الجلد وأسماك القرش. تُعتبر الأسماك التي تُصاد في النظم البيئية البحرية أكبر مصدر للأغذية التجارية التي يُحصل عليها من المجموعات البرية.
تشمل المشاكل البيئية المتعلقة بالنظم البيئية البحرية على الاستغلال غير المُستدام للموارد البحرية (مثل الإفراط في صيد أنواع معينة من الأسماك)، وتلوث البحار ومصايد الأسماك وتغير المناخ والبناء في المناطق الشاطئية.

### المياه العذبة

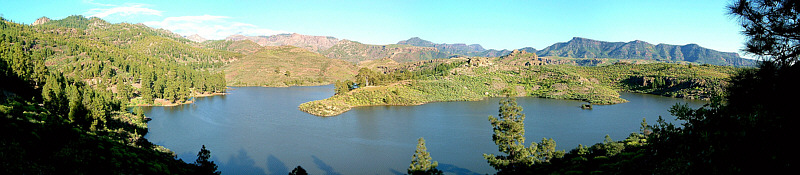
نظام بيئي مائي عذب.

تغطي النظم البيئية للمياه العذبة 0.78% من سطح الأرض، ويُسكن 0.009% من إجمالي مياهها. وتولد حوالي 3% من صافي إنتاجها الأولي. تحتوي النظم البيئية للمياه العذبة أيضًا على 41% من أنواع الأسماك المعروفة في العالم.
هناك ثلاثة أنواع أساسية من النظم البيئية للمياه العذبة:
- المياه الراكدة: مياه بطيئة الحركة، بما في ذلك حمامات السباحة والبرك والبحيرات.
- المياه الجارية: مياه ذات حركة أسرع، على سبيل المثال التيارات المائية والأنهار.
- المناطق الرطبة: وهي المناطق التي تكون فيها التربة مُشبعة أو مغمورة لجزء من الوقت على الأقل.[6]

### المياه الراكدة

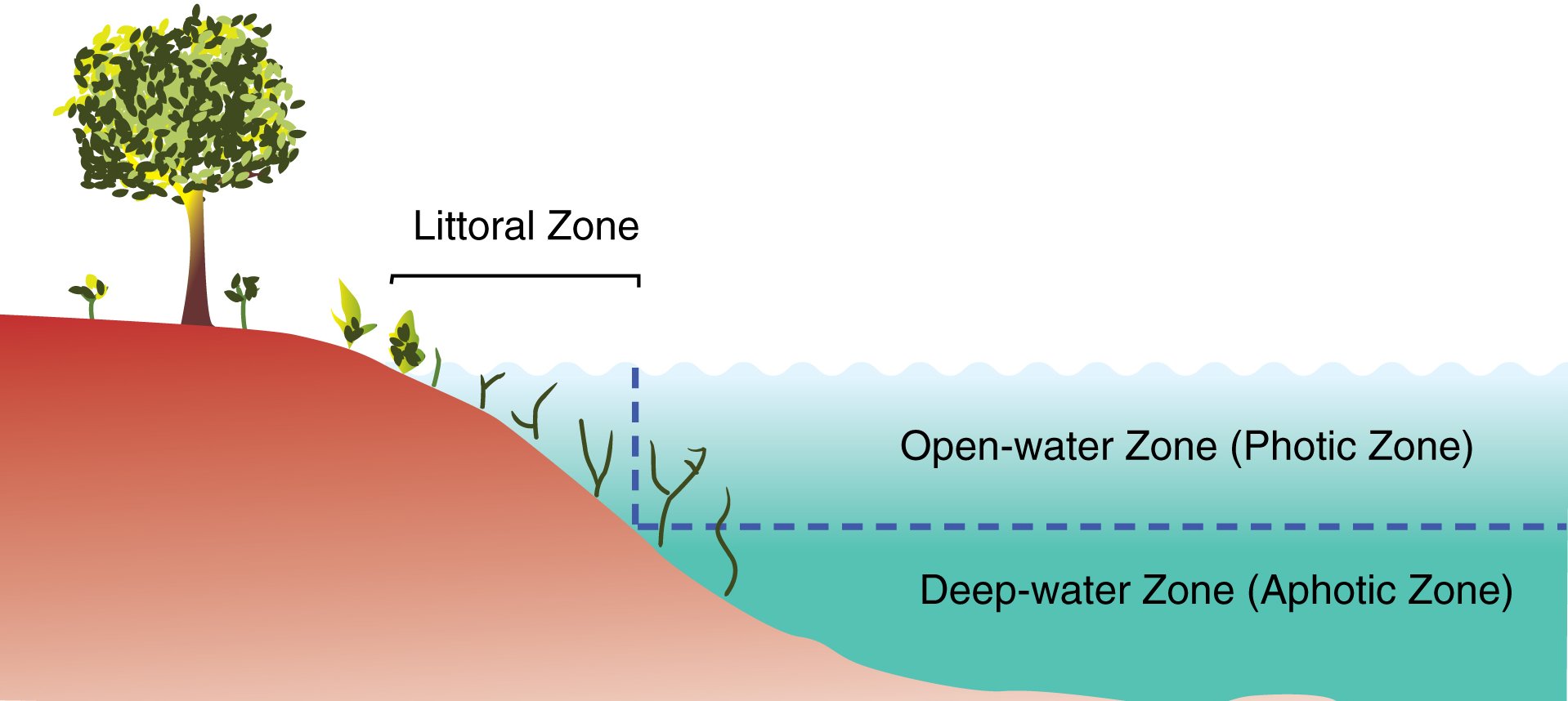
مناطق البحيرات الثلاثة الرئيسية.

يمكن تقسيم النظم البيئية البحيرية إلى عدة مناطق. إذ يقسم نظام مشترك واحد البحيرات إلى ثلاث مناطق. الأولى، النطاق الشاطئي، وهي المنطقة الضحلة الموجودة بالقرب من الشاطئ. والمكان الذي تنشأ فيه نباتات المناطق الرطبة ذات الجذور. ينقسم الشاطئ إلى منطقتين أخريين، منطقة مياه مفتوحة ومنطقة مياه عميقة. يدعم ضوء الشمس الطحالب الضوئية والأنواع التي تتغذى عليها في منطقة المياه المفتوحة (أو المنطقة المُضاءة). وأما في منطقة المياه العميقة، فلا يتوفر ضوء الشمس، وتستند شبكة الغذاء إلى المخلفات التي تدخل من المناطق الشاطئية والضوئية.
تستخدم بعض الأنظمة أسماء أخرى، إذ يمكن أن تُسمى المناطق الواقعة خارج الشاطئ بمنطقة البحر المفتوح، ويمكن أن تُسمى المنطقة المُضاءة بالمنطقة المائية الجوفية، ويمكن أن تُسمى المنطقة المُعتمة باسم المنطقة المائية العميقة. في المناطق الداخلية من المنطقة الشاطئية، يمكن للمرء أيضاً تحديد المناطق المُشاطئة التي لاتزال تتأثر بها النباتات الموجودة في البحيرة، ويمكن أن يشمل ذلك الآثار الناجمة عن الانهيارات الريحية وفيضانات الينابيع وأضرار التساقط الثلجي. يُعتبر إنتاج البحيرة الكلي من المواد العضوية هو نتيجة النباتات التي تنمو في المنطقة الشاطئية، إلى جانب العوالق النباتية النامية في منطقة المياه المفتوحة.
يمكن أن تكون أراضي المناطق الرطبة جزءاً من نظام المياه الراكدة، إذ تتشكل بشكل طبيعي على معظم طول شاطئ البحيرة، ويعتمد عرض الأراضي الرطبة والمنطقة الشاطئية على منحدر الخط الشاطئي وكمية التغير الطبيعي في منسوب المياه، خلال السنوات وفيما بينها. تتراكم غالباً الأشجار الميتة في هذه المنطقة، إما من خلال عمليات الانهيارات الريحية الحاصلة على الشاطئ أو من خلال نقل الكتل الخشبية إلى الموقع أثناء الفيضانات. يوفر هذا الحطام الخشبي موطناً مهماً للأسماك والطيور التي تعشش، فضلاً عن حماية السواحل من التآكل.
هناك فئتان فرعيتان مهمتان من البحيرات، هما البرك التي عادًة ما تكون بحيرات صغيرة تتداخل مع الأراضي الرطبة والخزانات المائية. قد تصبح البحيرات أو الخلجان الموجودة فيها على مدار فترات طويلة من الزمن، غنية بالتدريج بالمواد المغذية وتُملأ ببطء بالرواسب العضوية، وتسمى هذه العملية بالتعاقب.
عندما يستخدم البشر مُستجمعات المياه، فإن أحجام الرواسب التي تدخل البحيرة يمكن أن تسرع من هذه العملية.

## وصلات خارجية
- النظم الإيكولوجية المائية في البيئة الكندية